# Liste der Biografien/Prc
Liste der Biografien |
Portal Biografien |
Personensuche
# |
A |
B |
C |
D |
E |
F |
G |
H |
I |
J |
K |
L |
M |
N |
O |
P |
Q |
R |
S |
T |
U |
V |
W |
X |
Y |
Z |
?
 
Pa |
Pc |
Pe |
Pf |
Ph |
Pi |
Pj |
Pk |
Pl |
Pm |
Pn |
Po |
Pr |
Ps |
Pt |
Pu |
Pv |
Pw |
Py
 
Pra |
Prc |
Pre |
Pri |
Prj |
Prk |
Prl |
Pro |
Prp |
Prs |
Prt |
Pru |
Prv |
Pry |
Prz
Die Liste der Biografien führt alle Personen auf, die in der deutschsprachigen Wikipedia einen Artikel haben. Dieses ist eine Teilliste mit 7 Einträgen von Personen, deren Namen mit den Buchstaben „Prc“ beginnt.

## Prc

### Prce
- Prce, Nikola (* 1980), bosnisch-herzegowinischer Handballspieler
- Prcela, John (* 1922), amerikanischer Autor und Publizist kroatischer Abstammung

### Prch
- Prchal, Jiří (1948–1994), tschechoslowakischer Radrennfahrer
- Prchala, Lev (1892–1963), tschechoslowakischer Armeegeneral
- Prchlik, John (1925–2003), US-amerikanischer American-Football-Spieler

### Prci
- Prćić, Ivo junior (1927–2002), kroatischer Schriftsteller, Dichter, Reiseberichter, Literaturkritiker und Bibliograph
- Prcić, Sanjin (* 1993), bosnischer Fußballspieler